# Skotterud Station
Skotterud Station (Skotterud stasjon) er en tidligere jernbanestation, der ligger i byområdet Skotterud i Eidskog kommune på Kongsvingerbanen i Norge.
Stationen blev åbnet som læssespor 4. november 1865, da Grensebanen, nu en del af Kongsvingerbanen, blev taget i brug. 11. januar 1874 blev den opgraderet til holdeplads og 15. februar 1890 til station. Stationen blev fjernstyret 6. april 1967 og gjort ubemandet 1. januar 1985. Betjeningen med persontog ophørte 1. juni 1986 men blev genoptaget fra 2. juni 1991 til 1. januar 2004. Herefter har den tidligere station fungeret som krydsningsspor. 1. oktober 2010 blev Stockholmstoget afsporet ved Skotterud, hvorved mindst 40 personer blev kvæstet.
Stationsbygningen er opført i træ efter tegninger af Georg Andreas Bull. Bygningen brændte natten til 20. august 2011 men er senere sat i stand igen. Stationens vandtårn er fredet af Jernbaneverket.
15. oktober 1918 åbnedes den 14,3 km lange Vestmarkabanen fra Skotterud til Vestmarka. Persontrafikken på banen blev indstillet 30. januar 1931, mens banen selv blev nedlagt 1. juni 1965.